# Законов Василь Ігорович
Васи́ль І́горович Зако́нов (нар. 9 травня 1992, Свердловськ, нині Довжанськ Луганська область — 7 лютого 2015, Дебальцеве, Донецька область) — молодший сержант Збройних сил України.

## Біографія
Василь народився 9 травня 1992 року в місті Свердловськ Луганської області. В 1997 році сім'я Законових переїхала у Великі Коровинці Чуднівського району Житомирської області. В 2008 році Василь закінчив Велико Коровинецьку ЗОШ. Після школи навчався в Бердичівському коледжі промисловості.
В травні 2013 року був призваний Чуднівсько-Любарським ОРВК на строкову військову службу. Після строкової служби підписав контракт на службу в 101 бригаді Генерального Штабу України. З 1 грудня 2014 року Василь Законов брав участь в АТО.
7 лютого 2015 року під час ведення бойових дій поблизу Дебальцево загинув. Базовий табір в районі міста Дебальцеве, у якому перебував Василь було обстріляно терористами з БМ-21, а його смертельно поранено.
Удома, в селищі Великі Коровинці в загиблого залишилися батько, мати та сестри.
12 лютого у селищі Великі Коровинці (у Будинку культури) відбулося прощання із юним (22 роки) солдатом. В останню дорогу героя-земляка прийшли провести рідні, друзі, бойові товариші (побратими), односельчани та інші небайдужі громадяни. Василя поховали на місцевому кладовищі.

## Нагороди та вшанування
Указом Президента України № 282/2015 від 23 травня 2015 року, за особисту мужність і високий професіоналізм, виявлені у захисті державного суверенітету та територіальної цілісності України, вірність військовій присязі, нагороджений орденом «За мужність» III ступеня (посмертно).
- у березні 2015 року в Великих Коровинцях відкрили меморіальну дошку честі Василя Законова